# Iglesia de Santiago El Mayor (Zaragoza)
La iglesia de Santiago El Mayor, antigua iglesia del convento de San Ildefonso  es un templo parroquial católico de Zaragoza, ubicado en la Avenida de César Augusto.

## Historia y descripción
La iglesia es lo único que se ha conservado del convento de San Ildefonso de Zaragoza, que fue abandonado durante la Desamortización de Mendizábal y usado como hospital militar hasta el traslado de este a su actual emplazamiento.
La iglesia se comenzó en 1625, pero fue realizada en su mayor parte a partir de 1661 gracias a Felipe de Busignac y Borbón, arquitecto y maestro de obras que ya había trabajado en el palacio de Argillo. El resultado es un edificio enorme de fachada flanqueada por dos torres, más bien bajas, que fueron recrecidas por Chueca Goitia en la década de 1970. Desde el exterior se ve la cúpula, que se sitúa en el crucero; la actual de 1860, sustituyendo a la original que fue destruida por un rayo.

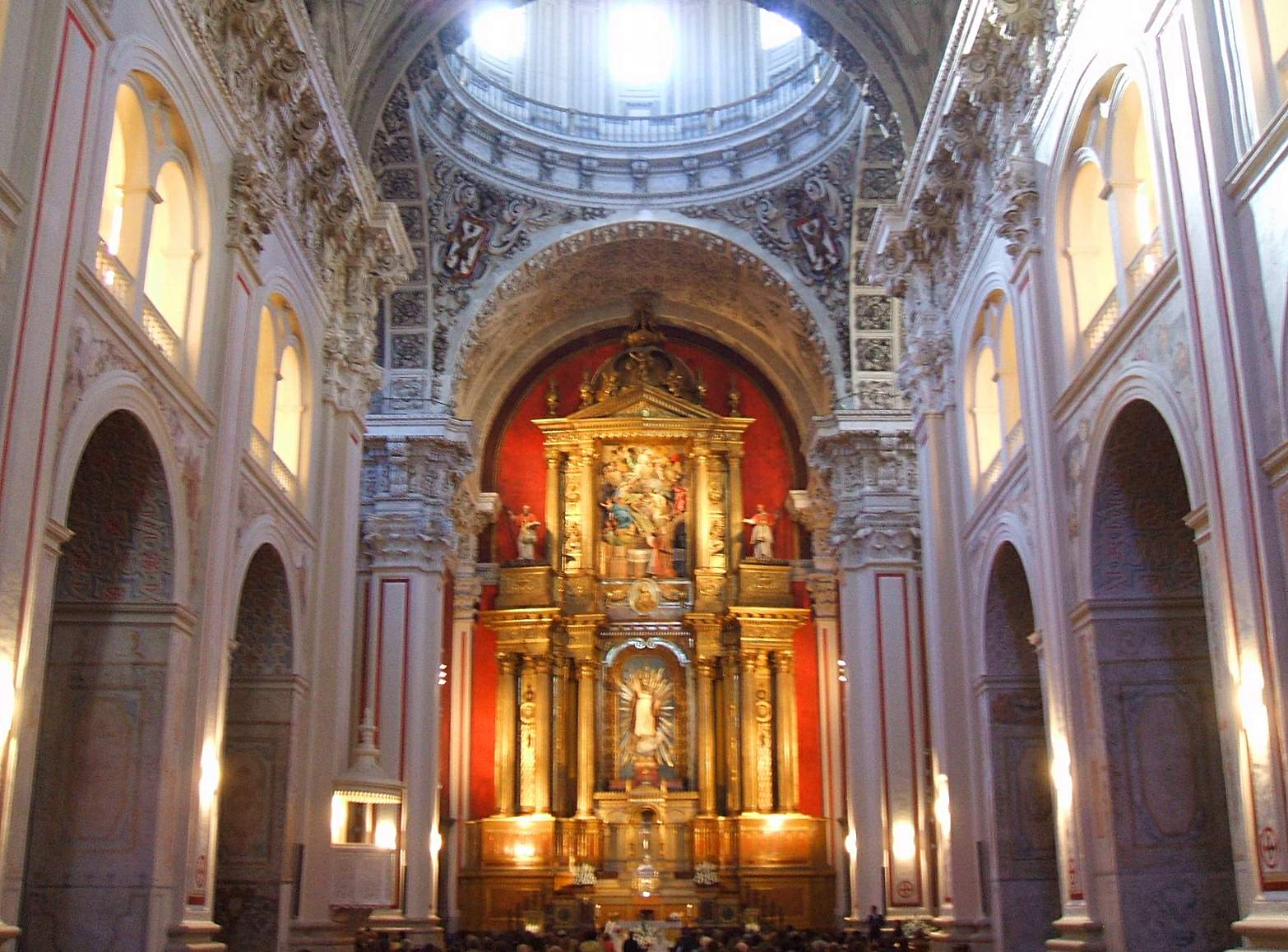
Aspecto del interior del templo

El interior es de estilo barroco italiano, de nave única y crucero, con capillas entre los contrafuertes. Típicamente jesuítica en su monumentalidad y grandilocuencia, se destacan las yeserías de la techumbre y la cúpula, que mezclan elementos barrocos y mudéjares: estrellas, lazos, dibujos geométricos... También resulta interesante la tribuna de ventanas geminadas que recorre los lados de la nave central.
De los tesoros artísticos conservados, el más interesante es el sepulcro del cardenal zaragozano Jerónimo Xavierre, maestro General de la Orden de Predicadores y labrado hacia 1610. El sepulcro, que inicialmente se encontraba en el claustro del convento, se trasladó al brazo derecho del crucero de la iglesia.

## Galería

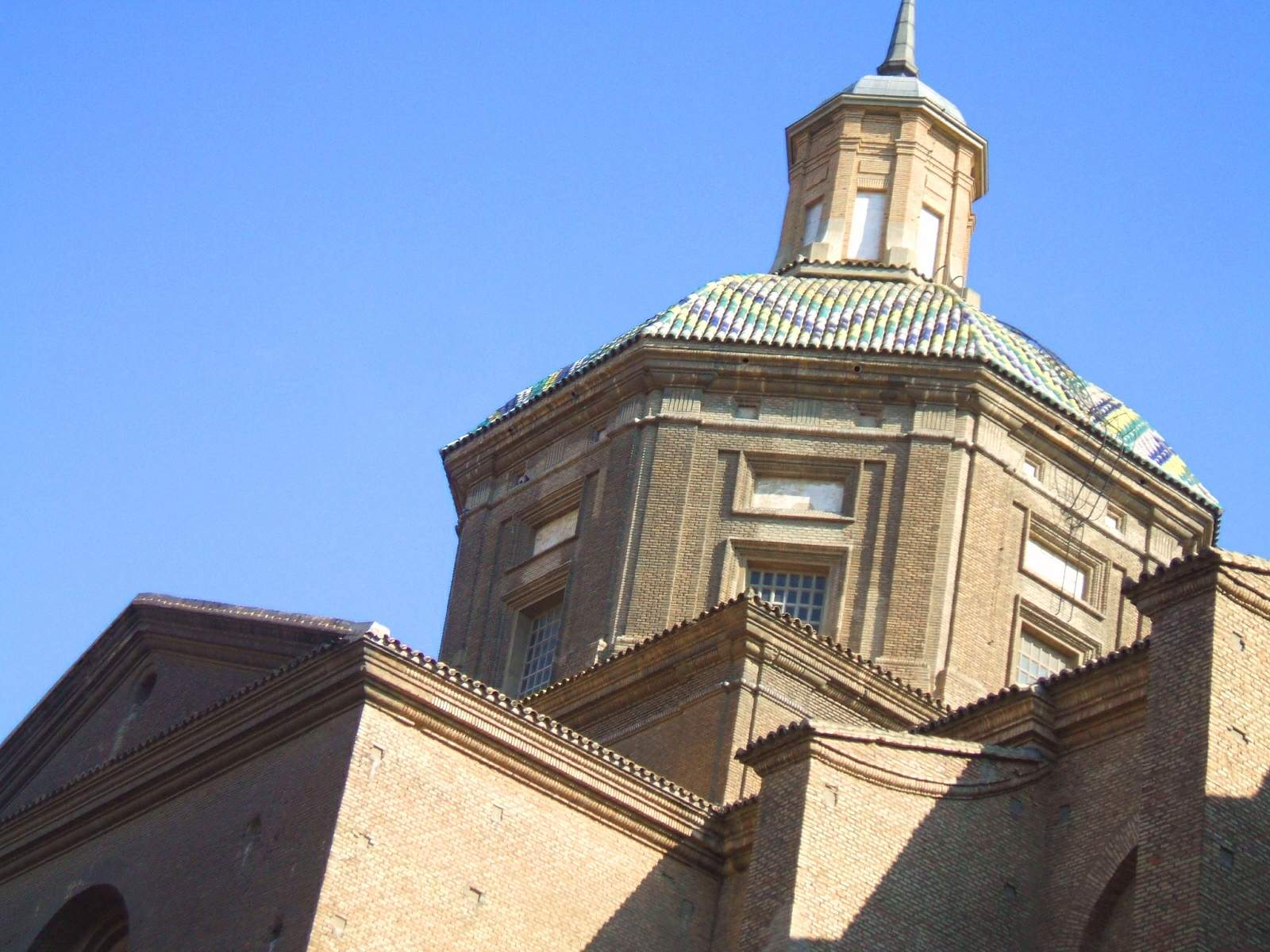
Cúpula y lintera de la iglesia
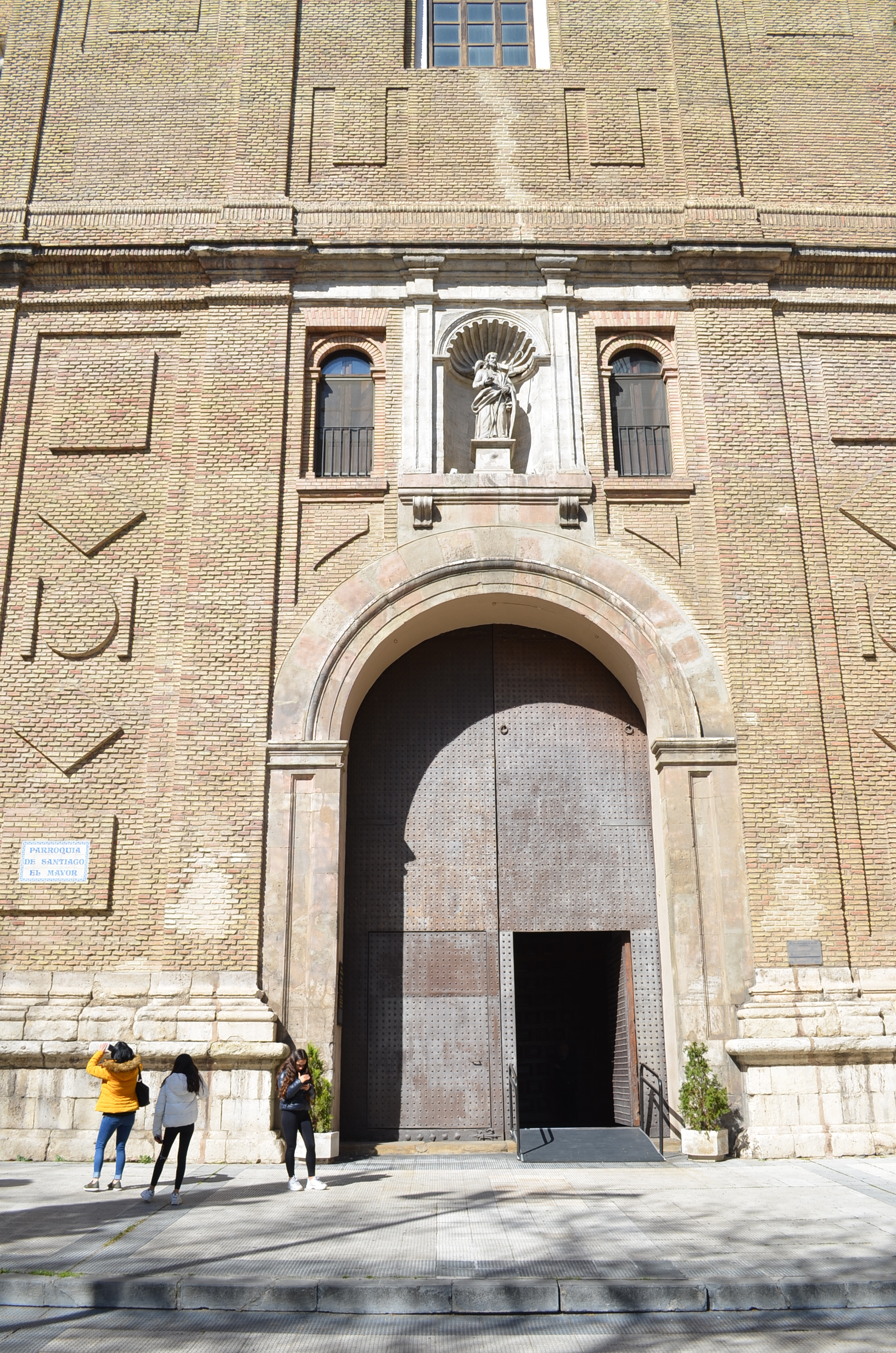
Fachada y puerta de acceso
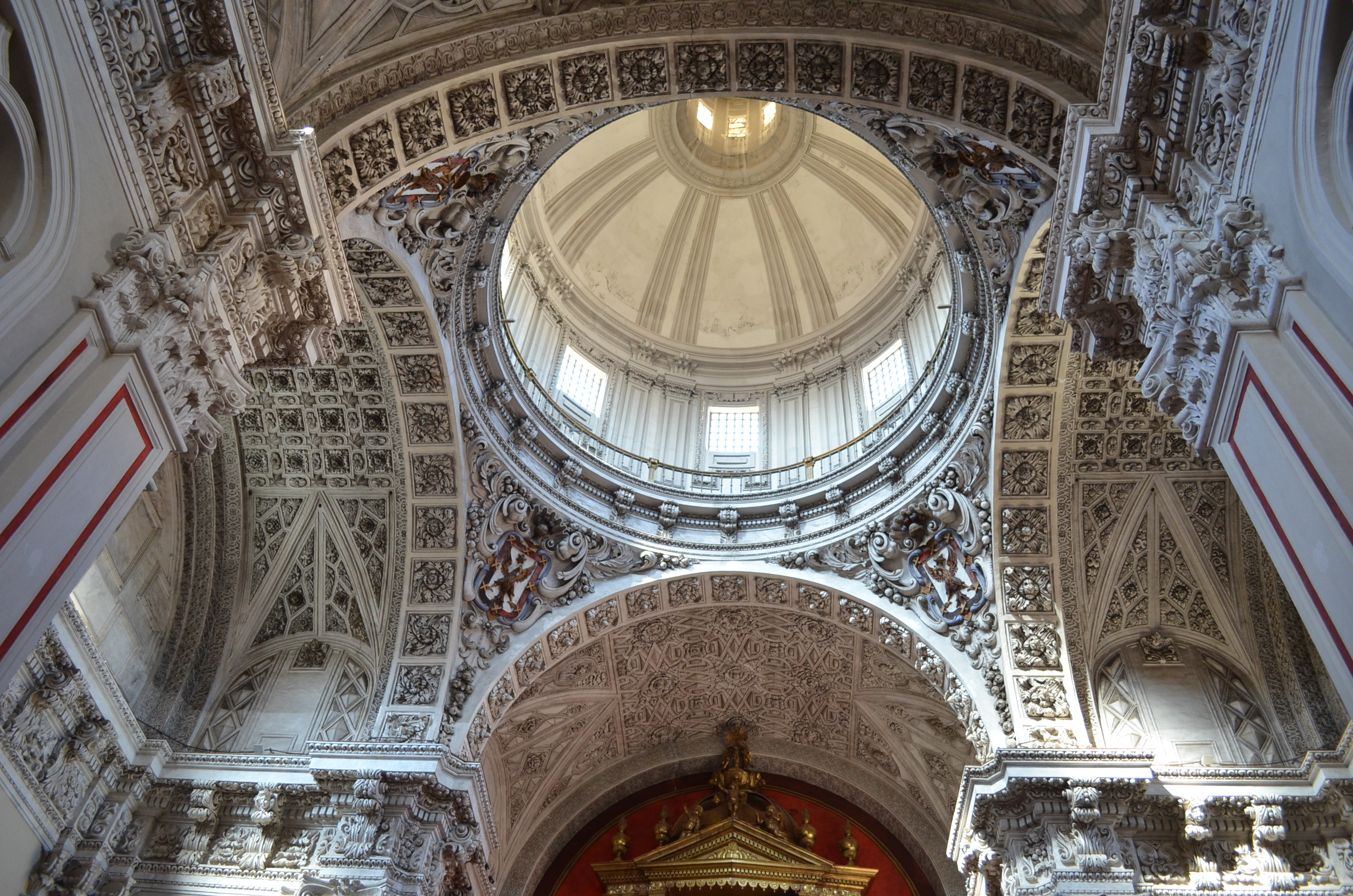
Cúpula vista desde el interior
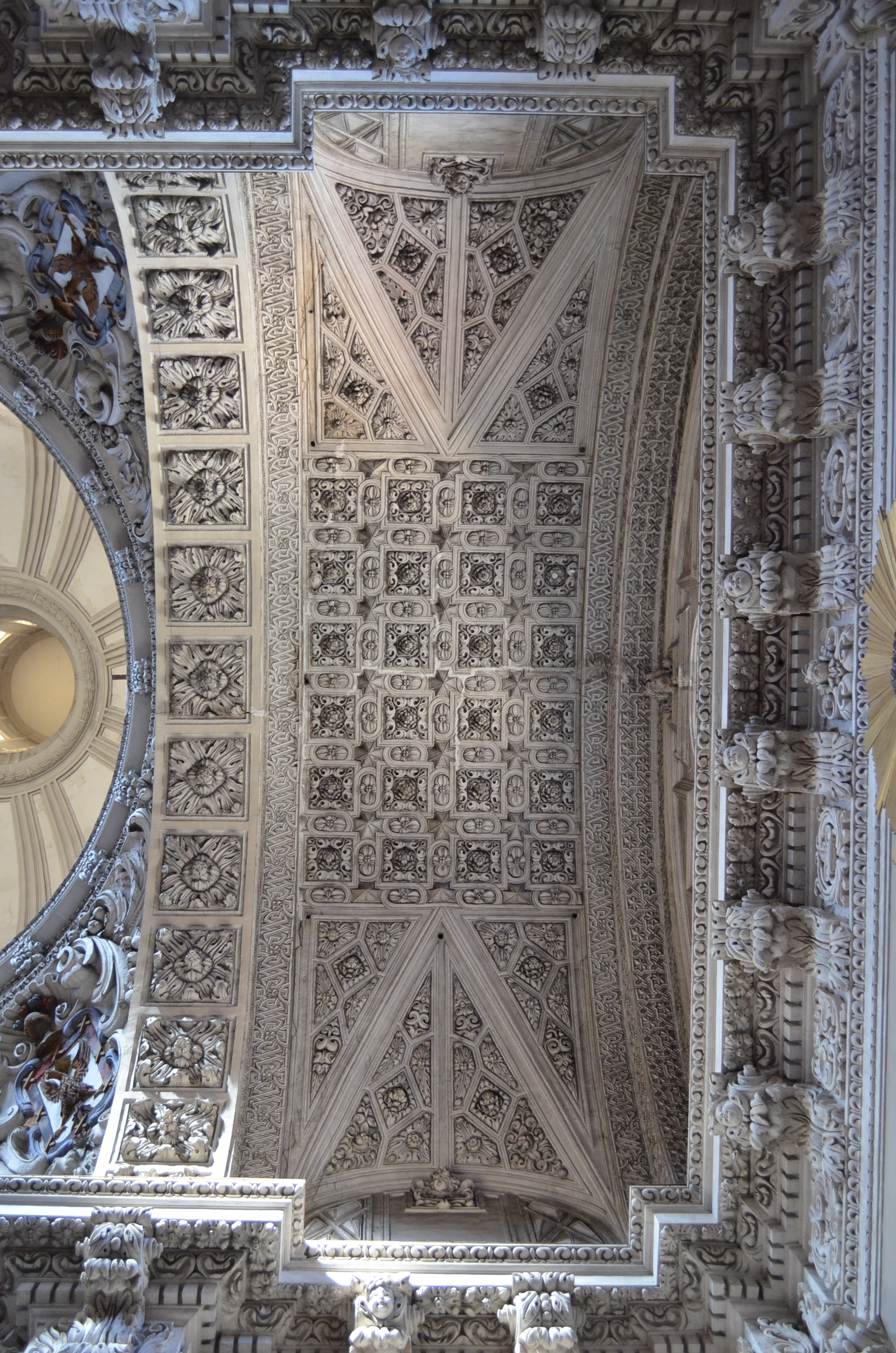
Cubierta decorada
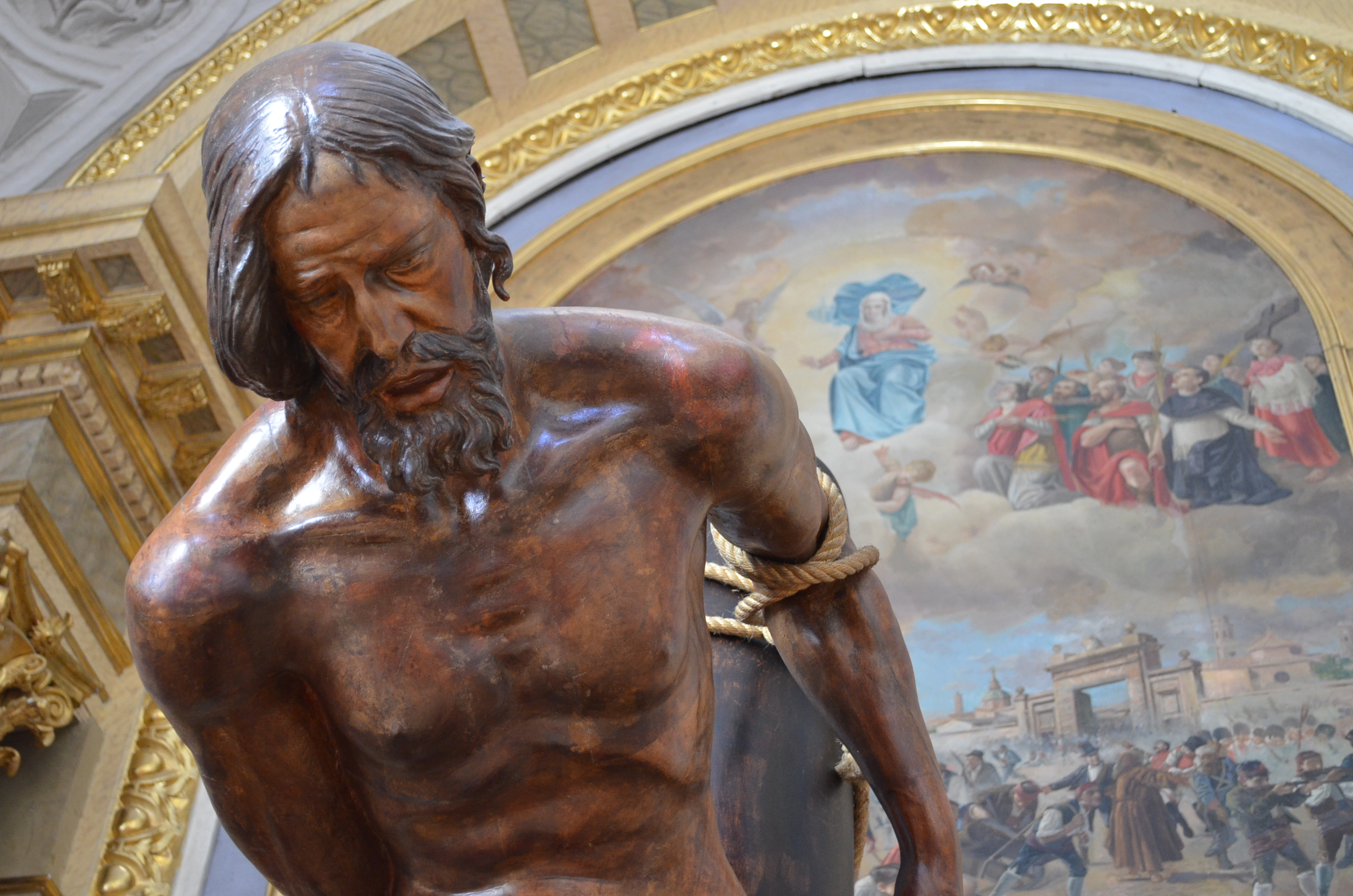
Escultura de Cristo atado a la columna
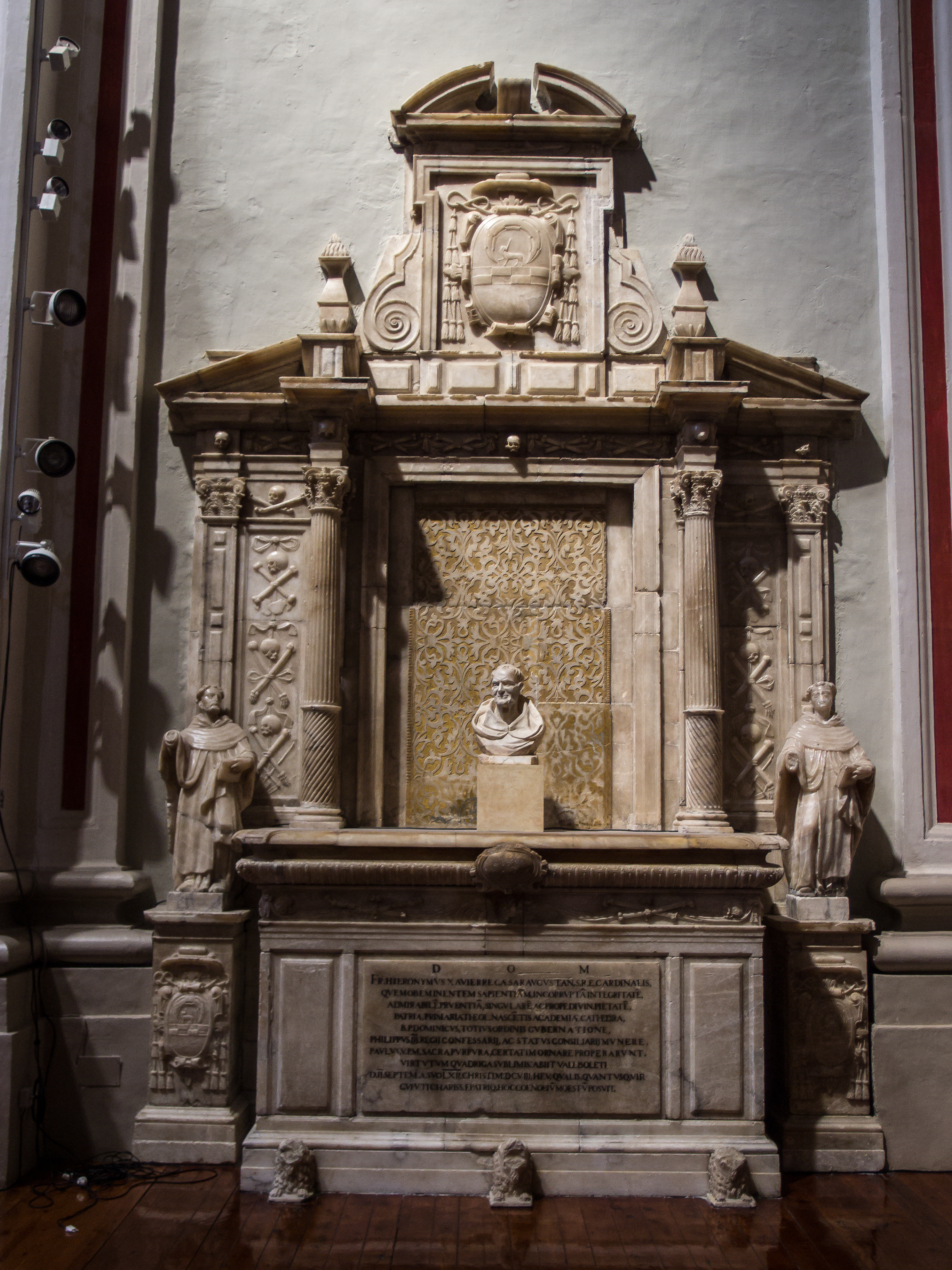
Sepulcro de Jerónimo Xavierre
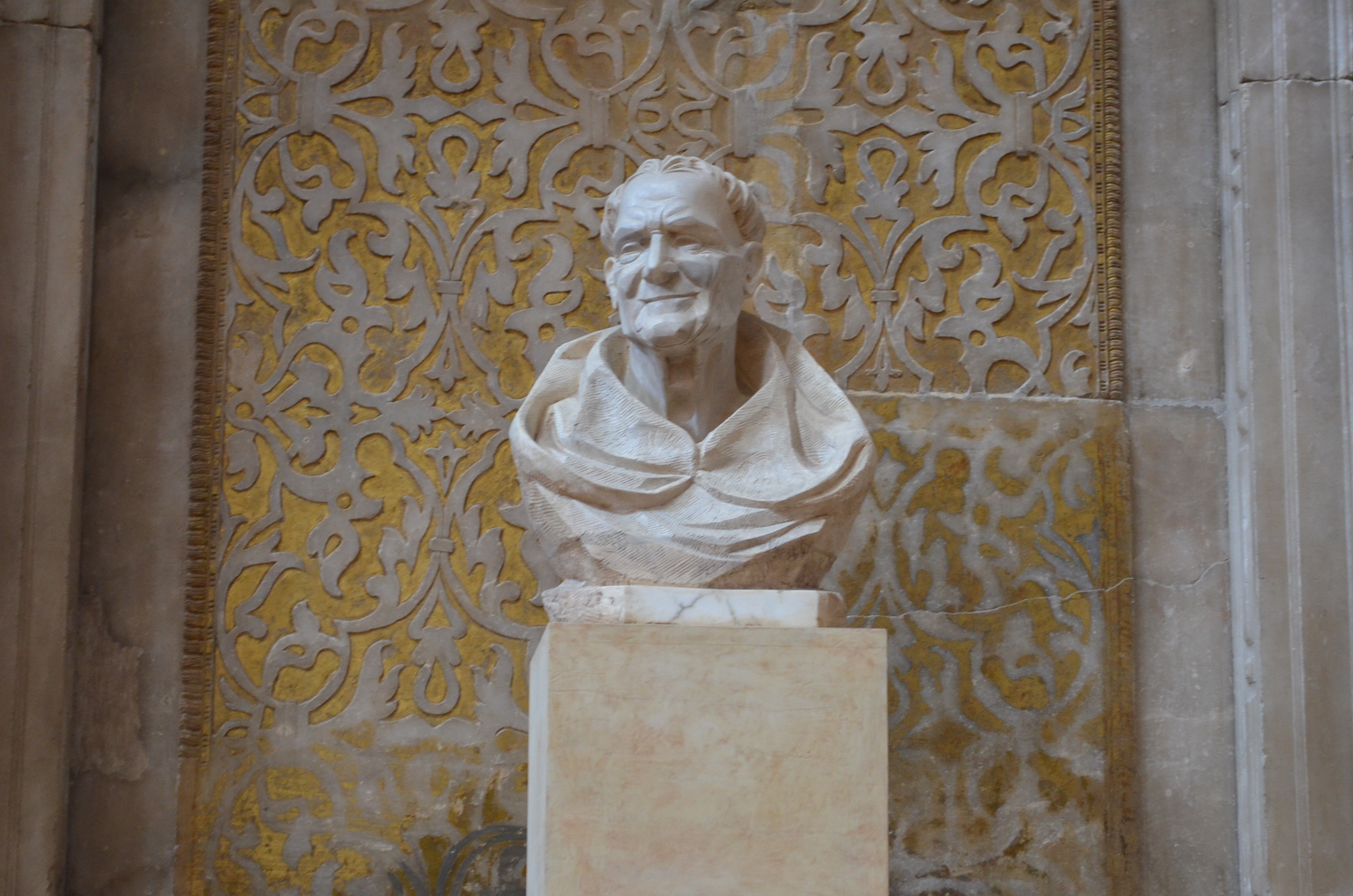
Busto de Jerónimo Xavierre
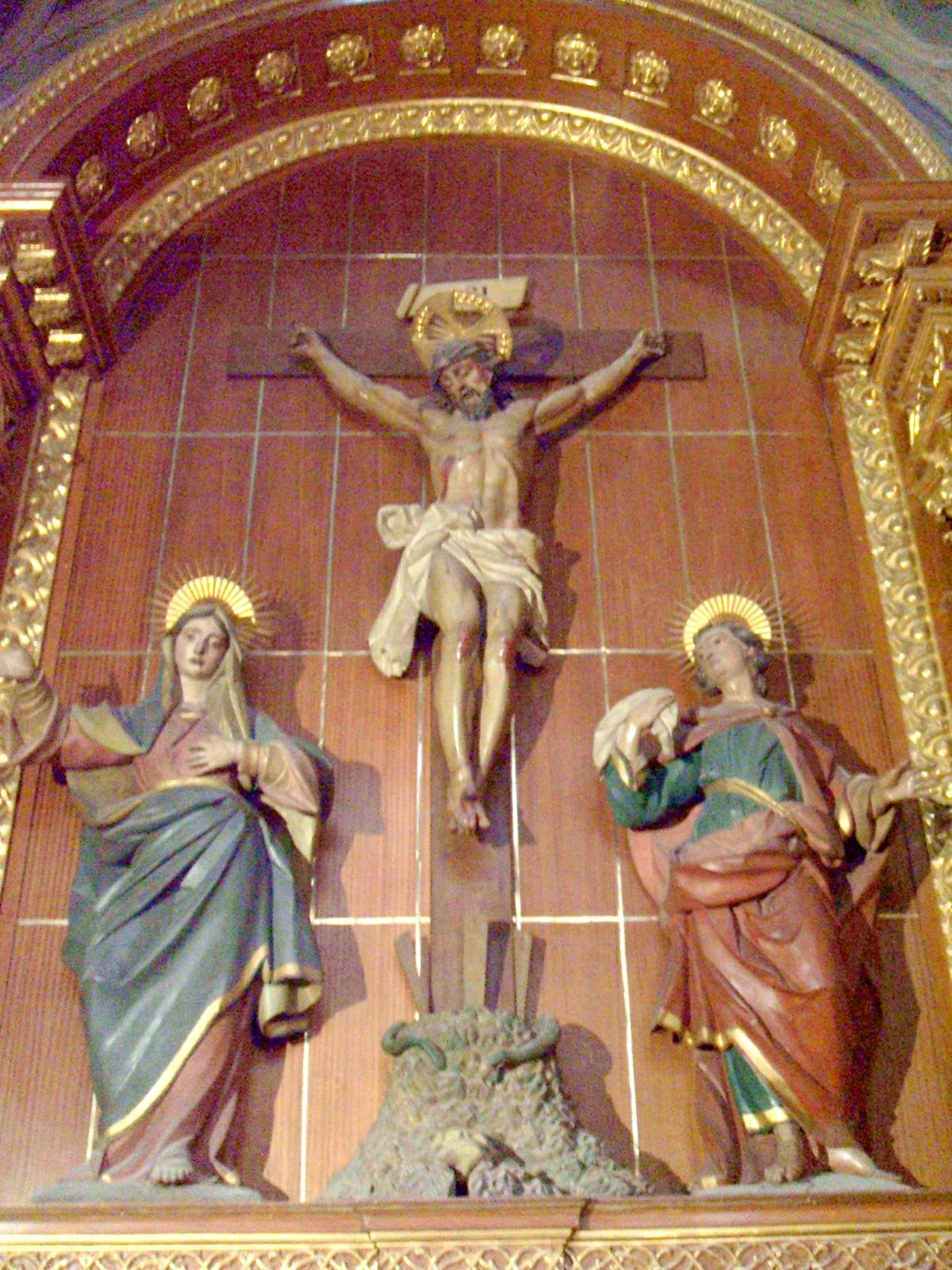
Grupo escultórico en una capilla lateral
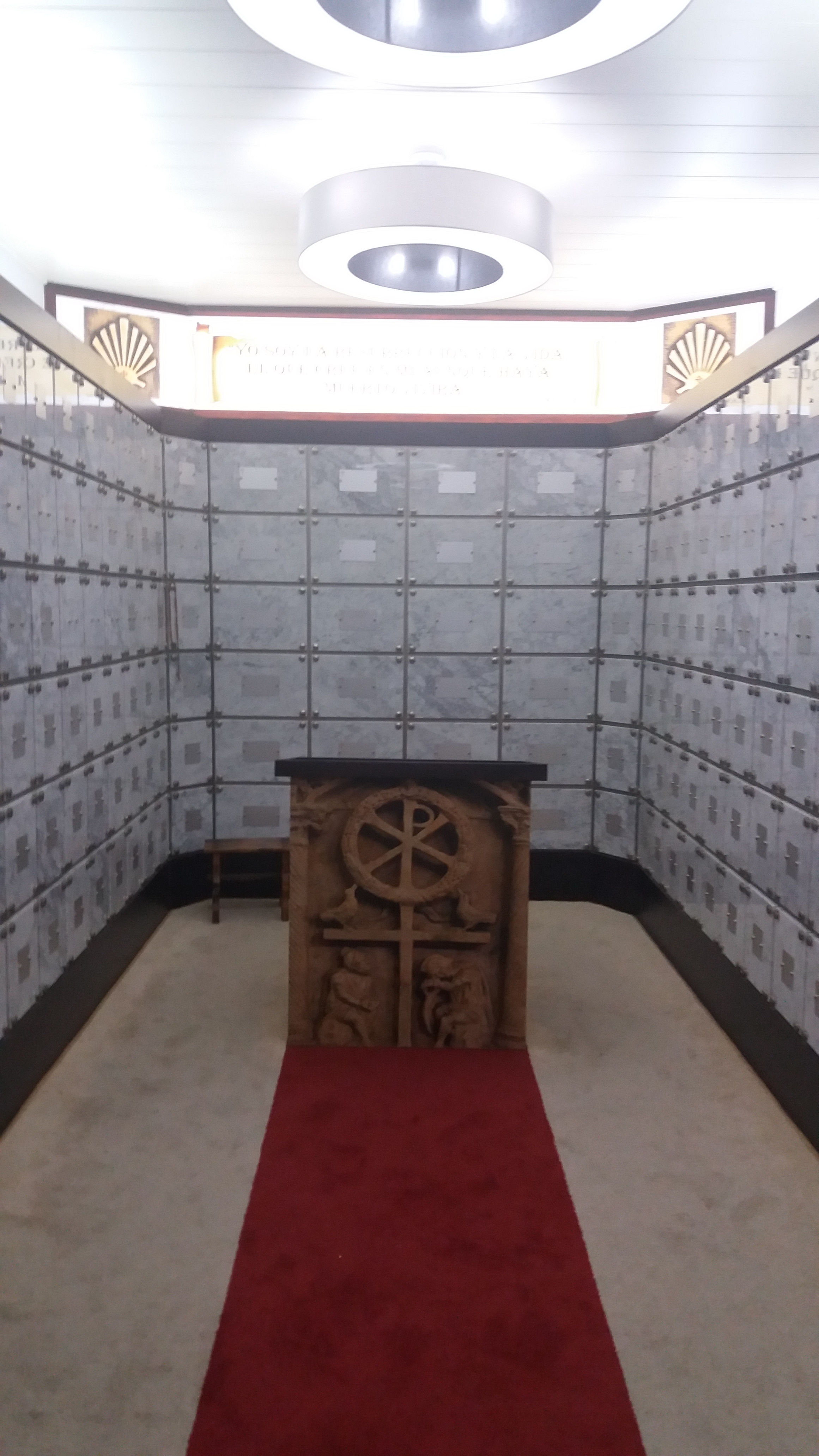
Columbario